# Juan Salafranca Barrio
Juan Salafranca Barrio (Madrid, 21 de septiembre de 1889-Abarrán, protectorado español de Marruecos, 1 de junio de 1921) fue un militar español, héroe laureado de la guerra del Rif. 

## Biografía
Hijo de Juan Salafranca Butigieg, contador de navío, y de Consuelo Barrio Ruiz-Vidal, Juan Salafranca fue un oficial del ejército español que ejerció toda su carrera militar en la guerra del Rif, en el Protectorado español de Marruecos, hasta su temprana muerte defendiendo la posición de Abarrán, el 1 de junio de 1921, a la edad de 30 años, siendo Capitán de las Fuerzas Regulares Indígenas de Melilla n.º 2.
En el frente le apodaron el ‘Capitán Escopeta’, por su reconocible estilizada figura de 1,90 m de estatura, inusual en la época.
Tuvo una brillante carrera siendo muy condecorado por sus acciones en el frente: Ganó 6 Cruces del Mérito Militar de 1.ª clase con distintivo rojo, además de la medalla de Melilla (1912]), la medalla de África (1915), la medalla del Rif (1916), la medalla de Marruecos (1917), los pasadores de Tetuán, Melilla, Beni-bu-Gafar, Beni-bu-Yahí, etc.
Siempre en vanguardia de las fuerzas, eso le valió tener varias menciones en el Orden del Día como "distinguido" y "muy distinguido" en el combate.
Fue ascendido a capitán por méritos de guerra en 1916, por los méritos contraídos en el asalto a la Loma de las Trincheras en la toma de El Biutz (1916), por los que también fue propuesto para la Cruz Laureada de San Fernando.
Le fue concedida la Cruz Laureada de San Fernando a título póstumo, por el valor demostrado al frente de la defensa de la posición del monte Abarrán (1921), como jefe que era de ella y donde encontró la muerte.

## Carrera militar
Ingresó en la Academia de Infantería de Toledo el 30 de agosto de 1907 como miembro de la XIV promoción, a la que también pertenecía Francisco Franco.
Tras graduarse, solicitó ir al frente de África y fue destinado a Ceuta en 1911. Los territorios que pertenecían a España en el Norte de África, quedaron englobados administrativamente como Protectorado español de Marruecos en 1913 y estuvo este Oficial entre las tropas con las que el general Felipe Alfau Mendoza realizó la ocupación pacífica de Tetuán en febrero de 1913, para establecer allí la capital del recién formalizado Protectorado español y por lo que fue condecorado. Antes de esto, el teniente Juan Salafranca ya había tenido ocasión en 1912, de ganar la Medalla de Melilla y sus dos primeras Cruces de 1.ª clase del Mérito Militar con distintivo rojo, por varias operaciones realizadas en las zonas de Melilla y Ceuta.
En el año 1916 el teniente Salafranca fue destinado al Grupo de Fuerzas Regulares Indígenas de Melilla n.º 2. Era un grupo de fuerzas de choque, empleado en los lugares y acciones de mayor riesgo, formado mayoritariamente con tropa indígena mercenaria, algunos voluntarios y oficialidad española. Allí coincidió en el mismo tabor con su compañero de promoción de la Academia de Infantería, Francisco Franco. Ya habían coincidido antes en el escenario bélico de Tetuán y en octubre de 1913 ambos tenientes (Franco y Salafranca) fueron condecorados con la Cruz de 1.ª clase del mérito militar con distintivo rojo, por sus actuaciones en la zona de Tetuán con sus respectivos regimientos. Ambos se habían forjado una brillante hoja de servicios desde su salida de la Academia, cuajada de reconocimientos por sus acciones de guerra en los mismos escenarios del Protectorado. La rivalidad era imaginable: si Salafranca estaba más condecorado, Franco ya le aventajaba un grado y era capitán, por haber sido ascendido en 1915 por méritos de guerra.
El 24 de mayo de 1916 ambos oficiales salieron del campamento en Tetuán, con el Tabor de Regulares de Melilla mandado por el Comandante Jefe Enrique Muñoz Gui para incorporarse a la Columna al mando del general Ataulfo Ayala y dirigirse a la posición de Laucien, cercana a Tetuán, para cubrir el paso del Alto Comisario General Francisco Gómez Jordana, que llevaba a cabo la importante misión de la apertura del camino entre Tánger y Tetuán. Parte de las fuerzas quedaron de reserva en Laucien, continuando Salafranca y el resto de la Columna Ayala con el general en jefe hacia el Fondak, para culminar la misión. A su término, el oficial Salafranca en unión de las demás fuerzas, fue felicitado en el Orden del Día por el general en jefe por el apoyo prestado. Igualmente, el Gobierno del conde de Romanones y el rey Alfonso XIII mandaron telegramas de felicitación para todos los oficiales involucrados en la misión.

## El Biutz 1916.
Un mes más tarde, el 29 de junio de 1916, a las 3 de la madrugada, el II Tabor de Regulares Indígenas de Melilla mandado por el comandante jefe Muñoz Gui, partió desde el Llano de Los Castillejos formando parte de la columna mandada por el coronel de cazadores Juan Génova, hacia la posición de Kudia-Federico, en las afueras de Ceuta. Ese día llevaron a cabo el asalto al poblado del Biutz, muy cercano a Ceuta, por orden del general en jefe de operaciones en África y alto comisario general Francisco Gómez Jordana, que consideró muy importante recuperar ese asentamiento, para asegurar las comunicaciones desde Ceuta.
El poblado del Biutz era un asentamiento grande de la cabila de Anyera y estaba bien defendido por las colinas de la Loma de la Trincheras, la colina roja de Hafa-el-Hamra, la de Seriya y detrás de ellas la de Ain-Yir, que constituía la última defensa antes del poblado. A pesar de estar los kabileños fuertemente atrincherados en lo alto de la cima, se decidió el asalto con 3 columnas; la columna del coronel Juan Génova atacaría por el centro para asaltar la Loma de las Trincheras, mientras una segunda columna, al mando del general Martínez Anido, lo haría por la izquierda, con el objetivo de tomar las colinas de Hafa-el-Hamra y Seriya. La tercera, mandada por el general Sánchez Manjón, atacaría por la derecha la loma de Ain-Yir.
El II Tabor de Regulares de Melilla al mando del comandante Enrique Muñoz Gui, se encargó del asalto a la Loma de las Trincheras. El teniente Salafranca iba en la compañía del capitán Fernando Lías Pequeño, la 1.ª compañía la mandaba el capitán Palacios y la 3.ª el capitán Franco.
El asalto a la Loma de las Trincheras fue muy duro, ya que los defensores apuntaban y disparaban a placer a los asaltantes desde su privilegiada posición defensiva en lo alto de la loma. Comenzó el asalto cargando la Caballería de Regulares de Ceuta, que enseguida quedó deshecha bajo el nutrido fuego; Mandó entonces el comandante en jefe Muñoz Gui que atacara en vanguardia la Compañía del capitán Palacios, pero apenas conseguían avanzar por igual motivo. El número de bajas era enorme y también cayó el capitán Palacios herido gravemente cuando estaba al mando. A pesar de todo prosiguió el asalto el resto del Tabor al mando del Comandante Jefe y se consiguió coronar la Loma de las Trincheras, aunque los defensores solo habían retrocedido un poco más allá de la cima y les esperaban en una segunda línea defensiva para acribillarles de nuevo. Cayeron masivamente, otra vez, los asaltantes y sus oficiales, empezando por el Jefe del Tabor el comandante Muñoz Gui, muerto de un balazo. Prosiguió el asalto el capitán Franco, uno de los pocos oficiales supervivientes en la cima.
Llegó la hora en que ya se encaraba al enemigo y en el tiroteo cercano, previo al cuerpo a cuerpo, Franco cayó herido de un balazo en el vientre y hubo que evacuarle inmediatamente, sin conocimiento y aparentemente moribundo. Mientras, ambas fuerzas chocaban en el cuerpo a cuerpo definitivo. El teniente Salafranca estaba herido en cuello y pierna y casi sin europeos, pero prosiguió al frente de las fuerzas hasta concluir victoriosamente el asalto. Finalizado el combate, replegó a su tropa y se unió al resto del tabor, que quedó al mando del capitán jefe accidental Fernando Lías Pequeño, tras la muerte del comandante jefe Muñoz Gui y con el que se dirigieron a la cercana posición de Kudía-Federico.
En Kudía-Federico se mejoraron las primeras curas a los heridos, trasladando después a los más graves, como Salafranca, al Hospital militar de Ceuta.
En la Hoja de Servicios de Juan Salafranca Barrio dice de este combate. “-asistiendo ese día a la operación que dio por resultado la toma y recuperación del Biutz (Ceuta) en la que sostuvo duro combate con el enemigo que se hallaba fuertemente atrincherado en las lomas de las Trincheras, resultando dos veces herido una en la pierna y otra en el cuello, continuando al mando de sus fuerzas a pesar de sus heridas, ordenándole el Capitán Jefe accidental del Tabor Fernando Lías Pequeño, saliese a llevar un parte al jefe de la columna, coronel Génova, lo que cumplimentó, siendo muerto el caballo que montaba al regresar de transmitir dicho parte, permaneciendo al frente de sus fuerzas hasta que ordenó el repliegue……”. En el parte de la operación que el Jefe del Tabor entregó al jefe de la columna coronel Génova, figura Salafranca como ‘Muy Distinguido’ por su insuperable valor, dotes de mando y energía desplegada en altísimo grado en dicho combate.
De los 12 oficiales que ingresaron heridos en la enfermería de Cudia-Federico, solo sobrevivieron cinco y fueron trasladados en cuanto se pudo al hospital en Ceuta. Allí fueron llevados, el teniente Salafranca, el capitán Palacios, el capitán Valentín Muñoz Gui y el capitán Franco, al que se le pospuso el traslado unos días, debido a que su delicado estado no aconsejaba el viaje hasta Ceuta. También llegó con vida al hospital de Ceuta el cabo de la 2.ª Compañía de Regulares de Melilla n.º 1 Mariano Fernández Cendejas, que seguía vivo a pesar de estar acribillado a balazos incluso en las dos manos. Su jefe, el capitán Valentín Muñoz Gui, también herido y hermano del comandante jefe muerto en la Loma de las Trincheras, fue a visitarlo para que firmase la instancia que él había promovido, para que al cabo de su compañía Fernández Cendejas le fuera concedida la condecoración de mayor valor en el ejército: La Cruz Laureada de San Fernando. Cendejas no pudo firmarla por tener ambas manos vendadas y además murió por las múltiples heridas dos días después, pero le acabaría siendo concedida la laureada a título póstumo.
El 30 de junio de 1916, al día siguiente del combate, el ministro de la Guerra transmitió por telegrama al general en jefe Gómez Jordana, las felicitaciones a Salafranca en unión de las demás fuerzas, por parte del Gobierno, el rey y ambas Cámaras, por la importante operación realizada en El Biutz. El 15 de julio figuró Juan Salafranca en el orden del día como ‘Distinguido’ por su comportamiento en el combate del 29 de junio y por ello anotado en el libro del Cuerpo.
Estuvo hospitalizado en Ceuta hasta el [9 de julio, que continuó su recuperación con licencia para ir a su casa en Madrid.
Coincidiendo con su salida del Hospital Militar de Ceuta, se publicó en la orden general del Ejército de España en África que por disposición del general en jefe, se le instruía al oficial Juan Salafranca Barrio de las fuerzas Regulares Indígenas de Melilla n.º 2, proceso por los méritos que contrajo en el combate del día 29 de junio en la ocupación del Biutz y el Hafa el Hamra y por el que fue propuesto para la concesión de la cruz laureada de San Fernando.
También fueron propuestos para la cruz laureada, por aquella batalla del 29 de junio, el teniente Diego Pacheco Barona de Caballería de Regulares, que murió en el combate; el cabo Fernández Cendejas de los Regulares de Melilla n.º 1 y el oficial médico Ricardo Bertoloty de los Regulares de Tetuán.
Además, el 2 de agosto de 1916, fueron propuestos también, el fallecido Comte. Jefe del Tabor Enrique Muñoz Gui, el capitán Francisco Palacios y el capitán Francisco Franco; a propuesta del capitán jefe accidental del tabor Fernando Lías Pequeño, que también sería recompensado por los méritos de aquel día, con el ascenso a Comandante en enero de 1917. Sin embargo nadie propuso para el ascenso al capitán Franco, probablemente porque ya había sido ascendido a Capitán muy recientemente por méritos en otra acción anterior, por lo que Franco se propuso a sí mismo para el ascenso; aunque sin resultado ya que le fue denegado por la junta militar competente.

## La laureada y Franco
El 20 de septiembre de 1916 Juan Salafranca Barrio fue ascendido a capitán por los méritos en aquel asalto del 29 de junio, al igual que algunos otros oficiales de las fuerzas de Regulares que estuvieron en aquella sangrienta operación, como el capitán Valentín Muñoz Gui, el capitán Sanz de Lavín y el teniente Enrique Segura.
El capitán Palacios no fue ascendido, pero fue distinguido con la Cruz de María Cristina, al igual que el capitán Franco. La prestigiosa Cruz de María Cristina era un importante reconocimiento a una casi mortal herida, pero no satisfizo a Franco. No era un ascenso y le cerraba la puerta a la obtención de la laureada. Franco, que en aquel momento se hallaba recuperándose de permiso en su casa de Ferrol, no estaba satisfecho con su recompensa, por lo que elevó una instancia al rey Alfonso XIII, poniendo de manifiesto el agravio comparativo con sus compañeros ascendidos y la injusticia de atribuir todos los méritos del asalto a la Loma de las Trincheras al teniente Salafranca, al que se había propuesto para la Cruz Laureada de San Fernando, por haber seguido al mando de las fuerzas hasta el fin de la acción, a pesar de sus heridas; Pero Franco aseguraba que como oficial de mayor graduación de aquella acción, siempre estuvo al mando de ella y que fue él y no Salafranca, quien había seguido dirigiendo el combate, incluso después de resultar herido. El rey le apoyó en sus demandas y Franco consiguió cambiar la cruz de María Cristina por el ascenso a comandante el 28 de febrero de 1917 y además anteponer su juicio contradictorio para la concesión de la Cruz Laureada al del teniente Salafranca, por tener Franco más graduación. En el juicio, que se falló el 29 de marzo de 1918, testificó, entre otros, el soldado Mohamed Ducally, de la Compañía de Franco, que fue quien lo llevó al puesto de socorro tras ser herido y declaró que el capitán Franco había sido el primero de su compañía en caer, que le evacuó inmediatamente y que sufrió un colapso y quedó inconsciente cuando le recogió, por lo que no pudo continuar al mando de las fuerzas; lo que contradijo la versión dada por Franco y por tanto la laureada le fue negada.
Previamente, a este juicio ya se habían concedido dos Laureadas por los hechos de aquel día:
El 9 de noviembre de 1917 le fue concedida la Laureada al teniente de caballería de regulares Diego Pacheco Barona, que murió aquel 29 de junio de 1916 en el ataque a la loma de Ain-Yir; Y el 3 de diciembre de 1917, se le concedió la laureada al cabo de regulares de Tetuán Mariano Fernández Cendejas que falleció unos días después del combate por las heridas recibidas en él. Unos meses después del fallo desfavorable en el juicio de Franco, el 20 de julio de 1918, se resolvió favorablemente el del oficial médico Ricardo Bertoloty.
El juicio en favor de la laureada para el capitán Salafranca quedó en el aire tras el celebrado en favor de su concesión para Francisco Franco, ya que el testimonio del capitán Franco era obligado en el juicio de Salafranca, por ser Franco el oficial superviviente de más graduación en aquel asalto a la Loma de las Trincheras e imprescindible que reconociera en él que no había podido ejercer el mando tras ser herido. Sabida la imposibilidad del capitán Franco de testificar favorablemente en el juicio de Salafranca, el rey encontró conveniente que el de Salafranca ya no se celebrara y así se le comunicó a éste oficial, ya en el año 1919. En su hoja de servicios, dice al respecto: “Por Real Orden de 15 de marzo de 1919, se desestima la petición del juicio contradictorio para la Cruz Laureada de San Fernando, que a instancia del Jefe Accidental del 2.º Tabor de Infantería de Regulares le fue instruida al oficial Juan Salafranca, por el mérito que contrajo el 29 de junio de 1916, con motivo de la ocupación del Biutz, Ain-Yir y Hafa el Hamra, siendo la voluntad de Su Alteza que dicho juicio no debió formarse a instancia del Jefe accidental sino a propuesta del mismo.”
Fue un duro revés para el capitán Salafranca que ampliamente felicitado desde un primer momento por todo el estamento militar y por el propio rey, llegó a pensar que en efecto lograría la concesión de la preciada condecoración castrense y seguramente no imaginó que un compañero de jura de bandera le iba a impedir su obtención.
Aunque ambos acabarían por conseguir la codiciada laureada –Salafranca en 1921 y Franco en 1939– ambos dieron muestras de su frustración por no haberla conseguido en esta ocasión, quedando entre ellos una clara animadversión.
Según relata José Ortega Munilla –padre de Ortega y Gasset- en el editorial que firma en el periódico ABC del 28 de junio de 1921, bajo el título De la Historia inédita. El Capitán Salafranca, en sus últimas palabras antes de morir en Abarrán en 1921, con las tripas fuera, el capitán Salafranca encomendó a los que le rodeaban, que se pidiera la Laureada para su madre. Por otra parte Franco, consiguió que se le impusiera al fin la laureada en el primer desfile de la Victoria de mayo de 1939, recién terminada la guerra civil, como líder que era del ejército victorioso. Igualmente Franco, siempre creyó ser merecedor de ella desde que fue herido en el combate del Biutz y en declaraciones muy posteriores hechas a biógrafos, siguió afirmando lo declarado en aquel juicio, respecto a haber continuado al mando del asalto desde la camilla, según recoge Eduardo Palomar Baró, en su artículo titulado Laureada para el Generalísimo del año 2008, tal y como también se relata este episodio en el documental Franco ese hombre de José Luis Sáenz de Heredia realizado en 1964.
Restablecidos ambos de sus heridas, en enero de 1917, el capitán Salafranca volvió a ser destinado a las Fuerzas Regulares Indígenas de Melilla n.º 2 y al capitán Franco se le trasladó inicialmente a los regulares de Tetuán n.º 1, aunque la novedad de su ascenso a comandante de la mano del rey, a finales de febrero, llevó a Franco destinado a Oviedo el 1 de marzo de 1917 por falta de plaza en África, donde ya no volvería hasta hacerse legionario en 1920.

## Fuerzas Regulares Indígenas de Melilla n.º 2
El II Tabor de los Regulares Indígenas de Melilla, sufrió 150 bajas en el combate en el Biutz de junio de 1916 y entre ellas el jefe del tabor, el comandante Enrique Muñoz Gui que resultó muerto, por lo que se ordenó su reorganización al final del año 1916.
Se trasladó su campo de operaciones a la zona de Melilla, valle del Kert, etc. Y se reforzó el tabor con una compañía de ametralladoras formada con personal peninsular. Comienza aquí un periodo mucho más activo de operaciones para las fuerzas regulares, en las que se pone a prueba su dureza y disciplina. En esta remodelación, se le asignó al capitán Salafranca, el mando de la 1.ª Cia del II Tabor de los Regulares Indígenas de Melilla n.º 2 que tuvo su base en Segangan, cercana a Nador, hasta 1919. Desde el 23 de octubre de 1919 estuvo en la Columna del coronel Silverio Araujo, con la que el 28 de octubre fueron revistados por el nuevo Alto Comisario Dámaso Berenguer. Posteriormente trasladaron su base habitual a Tistutín hasta 1920. En estos años intervino en múltiples acciones al mando de su compañía, incorporado en la vanguardia de diferentes columnas como la del coronel Ruibal, coronel José Rodríguez Casademunt, coronel José Riquelme, coronel Jiménez Arroyo, comandante José Verdú, comandante Manuel Llamas, etc.
El 12 de febrero de 1920 el general Manuel Fernández Silvestre fue nombrado comisario general de Melilla y siguió una política de voraz ocupación de territorio, estirando temerariamente las escasas fuerzas, con el objetivo de llegar cuanto antes a la bahía de Alhucemas que confirmaría el control sobre su territorio.
El capitán Salafranca tuvo una gran actividad bélica en este campo de operaciones y fue nombrado en varios partes como distinguido o destacado en el combate, como en el de la acción del 7 de mayo, en vanguardia de la columna del coronel de policía Gabriel Morales y Mendigutia, con la que participó en la ocupación, fortificación y posterior defensa de una nueva posición. Días más tarde participó en otra acción similar incorporado al tabor del comandante Manuel Llamas. También figuró destacado en el parte que realizó el teniente coronel Alfredo Coronel, por su actuación en otra ocupación llevada a cabo el 24 de junio. Así mismo fue mencionado por el teniente coronel jefe Miguel Núñez de Prado, en cuya Columna estuvo en vanguardia en varias operaciones.
Terminó el año participando en el desfile que hubo en Melilla el 18 de diciembre, integrado en la guarnición del general 2.º jefe de la comandancia de Melilla, Felipe Navarro, barón de Casa Davalillo.
El año 1921 comenzó para el capitán Salafranca en la vanguardia de la Columna del coronel Gabriel Morales, con la que participó el 15 de enero en la ocupación de Annual, al mando de tres compañías.
En febrero fue recompensado en el orden del día como distinguido, por su actuación global de todo el año anterior. En marzo volvió a la columna del teniente coronel jefe Núñez de Prado con quien participó en la ocupación de Sidi-Dris y con la columna del comandante Francisco Romero volvió a Annual el 27 de mayo.
En esas fechas le fue propuesto al general Silvestre por tribus amigas del harka de Tensamán, colaboración para que establecieran una posición en el monte Abarrán, al otro lado del río Amekran, por el temor que había allí a los rebeldes beniurriagueles de Abdelkrim, cada vez con mayor presencia en la zona. Significaba otro paso hacia la bahía de Alhucemas, así que la idea conectaba con las de Silvestre, que con su ayudante el coronel Morales ya habían hablado en abril de esta posible acción; así que le pareció un oportuno golpe de efecto y por no estropear la ventaja del efecto sorpresa, dio orden inmediata al comandante de policía Jesús Villar para organizar la ocupación del monte Abarrán desde Annual, sin esperar a consultar con el alto comisario Berenguer.

## Toma de Abarrán
A la 1 de la madrugada del 1 de junio de 1921 salió de Annual una columna de unos 1500 hombres, organizada por el comandante de policía indígena Jesús Villar Alvarado, para realizar la ocupación del monte Abarrán. En la columna iba el capitán Salafranca al mando de la sección de regulares. Abarrán se hallaba a poco más de 10 km de la fortificación de Annual, pero era la primera vez que se ocupaba territorio al otro lado del río Amekran. Tardaron cuatro horas y media en llegar.
La loma de Abarrán era un espacio yermo, sin agua, ni casi piedras que permitieran construir un parapeto. La posición estaba mal ubicada y se sabía de la presencia de unos 3.000 beniurriagueles de Abdelkrim en la zona, que ya empezaron a acercarse por las colinas circundantes a observar los movimientos de los españoles. Por todo ello, el nativo experto, el caíd Hach Haddur Boasa, aconsejó no levantar la nueva posición y volver a Annual, pero desoyéndole el comandante Villar dio orden de levantarla y a las 8.00 comenzaron los trabajos de fortificación, que duraron hasta las 10.45.
Se construyó la posición en forma de paralelogramo irregular de 65 x 12 m, con sacos terreros y con lo que se pudo, pues no había piedras y apenas se pudieron parapetar dos, de los cuatro lados. Luego instalaron trece tiendas cónicas y la batería de cuatro cañones.
A las 9.00 llegó el general Silvestre a Annual desde Melilla, para ir a visitar la nueva posición de Abarrán, pero su ayudante el coronel Gabriel Morales, máxima autoridad de la policía indígena, le persuadió de no hacerlo, salvándole momentáneamente la vida, pues morirían igualmente los dos mes y medio después, el 22 de julio en Annual.
A las 11.00 el comandante Villar dio por terminados los trabajos de fortificación, a pesar de sus muchas deficiencias y emprendió el regreso de vuelta a Annual con la columna, dejando al mando de la posición al capitán Salafranca con solo 250 hombres, de los que 50 eran españoles y 6 oficiales y una batería de 4 cañones.
A las 12.00 el general Silvestre dio por buena la operación y regresó a Melilla.
A las 13.15 la columna del comandante Villar cruzaba el río Amekrán de vuelta a Annual, cuando escucharon disparos y ráfagas de ametralladora que no podían ser españolas, ya que el comandante Villar las llevaba todas consigo; No dejó ninguna en la posición, a pesar de que hubieran sido de gran ayuda. En vez de volver a socorrer a la posición consciente de sus escasos efectivos, mandó el comandante Villar proseguir la retirada a Annual, que se hizo a toda prisa, tardando media hora menos que a la ida.
Al llegar a Annual, 4 horas después, el propio Villar pudo contemplar con unos prismáticos cómo ardía la posición recién dejada de Abarrán.

## Muerte en Abarrán
Para los desdichados que quedaron a defender la posición, comenzó su infierno hacia las 13.00 h, cuando el harka amiga de Tensamán que les acompañaba simuló combatir contra los beniurriagueles que acaudillaba Abdelkrim, que les rodeaban cada vez en mayor número. Pidieron entonces los nativos locales armas y municiones para defenderse de la kabila de Beni-Urriaguel y que el capitán de la Policía Indígena Ramón Huelva les proporcionó. Fue el mismo capitán Huelva el primero en caer con esa misma munición de un tiro en la cabeza. Cuando el alférez Luis Fernández fue a dar parte al capitán Salafranca, fue muerto de otro balazo y Salafranca que fue en su ayuda también resultó alcanzado y herido en un brazo, pero continuó al mando. Algunos indígenas desertores que no habían saltado el parapeto de la posición, empezaron a disparar desde dentro contra ella. Murieron entonces los tenientes de regulares Antonio Reyes y Vicente Camino y el capitán Salafranca resultó otra vez herido de un disparo en el vientre, pero siguió luchando hasta recibir otro impacto en el pecho. Ya agónico y con las tripas fuera, entregó los bienes de la compañía y ordenó la inutilización de las piezas de artillería y el abandono de la posición. El teniente de artillería Diego Flomesta, herido en la cabeza era el único oficial que quedaba vivo y consiguió inutilizar tres de las cuatro piezas, mientras el enemigo entraba en la posición ya abandonada. Unas versiones dicen que Flomesta se suicidó entonces, aunque la versión oficial y más extendida dice que el teniente Flomesta herido, fue hecho prisionero con la intención de que arreglara los cañones, pero se negó a ser curado y a comer, muriendo en cautiverio treinta días después.
Murieron los seis oficiales: capitán Salafranca de regulares, capitán Huelva y Alférez Fernández de policía, teniente Reyes y teniente Camino de regulares y teniente Flomesta de artillería y tuvieron unas 160 bajas, sumando muertos, heridos y desertores.
Al capitán Juan Salafranca de regulares y al teniente Diego Flomestahospital de artillería les fue concedida a título póstumo la Cruz Laureada de San Fernando. 
Pocos días después de la escabechina en Monte Abarrán fueron recuperados en Annual los cuerpos del capitán Salafranca y del cabo artillero Daniel Zárate, por cuyo rescate se pagaron 4000 pesetas que fueron recolectadas entre los oficiales. Fueron los dos únicos cuerpos que se recuperaron de aquella masacre y fueron enterrados el 10 de junio de 1921 en el cementerio de la posición de Annual.
El diario ABC del 29 de junio de 1921 publica otra versión, fechada el día anterior en Melilla que dice: 
"Se ha sabido que cuando cayó muerto el capitán de las fuerzas Regulares indígenas D. Juan Salafranca, durante el asalto a la posición de Abarrán, diose cuenta del hecho el soldado de Artillería Cristóbal Blázquez Glez. el cual se prestó voluntariamente a transportar los restos del capitán, negándose a ser relevado en su piadosa tarea. El General Silvestre ha felicitado al artillero, gratificándole con 50 pesetas."
El 1 de julio de 1921 se celebraron en Melilla los funerales por los caídos en Abarrán. Presidieron el duelo, el comandante general Fernández Silvestre y su segundo, el general Navarro, a los que se sumó el teniente coronel Mariano Salafranca, hermano del capitán fallecido, llegado a Melilla el día anterior con la intención de poder ir a Annual donde estaba enterrado su hermano. Desde la fecha de su enterramiento, la prensa publica la voluntad de la oficialidad de Regulares de erigir un mausoleo en memoria del heroico capitán Salafranca. El 5 de julio de 1921 la prensa recoge la visita del teniente coronel Salafranca a la tumba de su hermano en el cementerio de Annual. En la nota de esta fecha se vuelve a mencionar que los Regulares erigirán un monolito en su memoria.
El enterramiento del capitán Salafranca, fue posteriormente referencia para la localización del enterramiento de otros muchos compañeros muertos en el desastre de Annual de 1921. El Sargento Francisco Basallo fue uno de los prisioneros de Abdelkrim desde 1921 hasta 1923 y durante su largo cautiverio estuvo encargado de los enterramientos que se producían en el campamento de prisioneros y de recoger a aquellos cadáveres abandonados en el campo de batalla, que aún se pudieran identificar sus restos, a pesar de llevar cinco meses y medio sin sepultar. El sargento Basallo, estando cautivo, tuvo correspondencia con España, con familias y padres que querían saber donde estaban los restos de su familiar.
El 21 de julio de 1922, el periódico La Libertad publicó una de estas cartas, la dirigida al padre del teniente Escrich: “Muy señor mío: Su muy amable carta del 19 pasado……….y haciéndome cargo de cuanto me manifiesta, procedí con todo celo a indagar cuanto hubiera sobre el cadáver de su heroico hijo D. Alberto, y he aquí su resultado. Reunidos a mi presencia cuantos formaron la guarnición de Buimeyan, les pregunté por los extremos de su carta; y conociendo varios el sitio donde murió, ordené que fueran dos con el cabo de aquella posición, y si reconocían el cadáver, me lo trajeran. Así lo hicieron, volviendo los restos (huesos solo) del que fue su hijo, que lo reconocieron porque milagrosamente no lo vieron y no lo quemaron como al resto de la guarnición; lo encerré en una cajita, y en el mismo sitio donde se encuentra el capitán Salafranca (que pereció en Abarrán antes de los sucesos) y donde hoy se entierran los cadáveres de los prisioneros que mueren, así como también lo está el del coronel Alcántara. Le remito croquis del lugar que como verá, está a unos cien metros de la posición de Annual, a la que hace cuarta sepultura. He tomado infinidad de puntos de referencia y no dude que en caso de necesidad, yo personalmente (si salimos de este cautiverio), me ofrezco a reconocer el lugar exactamente. Tengo un trabajo abrumador”
Anteriormente, el 8 de febrero de 1922, el Heraldo de Madrid ya había publicado una nota fechada en Melilla, que haciéndose eco de las informaciones que proporcionaban las cartas del sargento Basallo, decía: “La Oficina indígena ha recibido confidencias de que en Annual han sido identificados los cadáveres del coronel Manella, del comandante Julio Benítez (defensor de Igueriben), del capitán de Artillería Federico Paz Orduña, de los tenientes Julio Bustamante y Alberto Escrich, los cuales están enterrados en lugar inmediato a la tumba del capitán de Regulares don Juan Salafranca, que pereció en el asalto de Abarrán.”
Paradójicamente, en la actualidad, los restos del capitán Salafranca no se sabe dónde están, siendo uno de los seis laureados desaparecidos.

## Abarrán: Inicio del desastre de Annual
La pérdida de Monte Abarrán, fue la mecha y el inicio del llamado desastre de Annual que tuvo lugar entre aquel 1 de junio y el 9 de agosto de 1921 y en el que murieron miles de soldados españoles, incluidos casi todos los que sobrevivieron a la masacre de Abarrán, como el general Fernández Silvestre que murió el 22 de julio de 1921 en Annual, el coronel Gabriel Morales, el comandante Jesús Villar e incluso el capitán Luis Saltos, que fue designado para sustituir al fallecido capitán Salafranca y que encontró también la muerte meses más tarde, al intentar escapar cuando estaba prisionero de Abdelkrim en Axdir con el general Navarro.
El 28 de junio de 1921 el periódico ABC dedica al capitán Salafranca un extenso editorial en primera página, firmado por[José Ortega Munilla y titulado “De la Historia inédita. El Capitán Salafranca”, al que pertenecen estos párrafos:

Refiriéndome ahora al desgraciado suceso de Monte Abarrán. He tenido ocasión de recibir algunas noticias de ese acontecimiento, ocurrido el Iº del presente mes de junio y en él se destacan el heroísmo de jefes, oficiales y soldados, y la figura eminente del capitán D. Juan Salafranca y Barrio, quien con los tenientes a sus órdenes, D. Vicente Camino y D. Antonio Reyes, trazó una de las páginas más brillantes de esta campaña.

Salafranca, desde que salió de la Academia marchó a África; herido dos veces en el combate del Biut, S.M. el Rey le envió la enhorabuena; entonces se dijo que este soldado admirable iba a recibir la cruz laureada de San Fernando. No fue así. Siguió Salafranca en Marruecos combatiendo hasta el final en una profesión a la que desde el primer momento había consagrado su vida.
[...] Varias veces herido de bala el capitán Salafranca, chorreando sangre, con las entrañas en la mano, aún sentía el noble vértigo de la lucha, y, sobreponiéndose al espantoso sufrimiento que, sin duda, experimentaba, seguía al frente de sus tropas, españolas y marroquíes.
Ejemplo inverosímil de resistencia, maravilla de abnegación, caso singular en las crónicas de la tragedia. Más fuerte que el instinto de conservación, más fuerte que el dolo... Más fuerte que la muerte el Deber permaneció en el alma de Salafranca como una imposición suprema.

El 9 de agosto de 1921, el diario La Libertad publicó un extenso artículo sobre la figura del caudillo rifeño Abdelkrim y sobre la evolución de los acontecimientos acaecidos hasta ese momento. En referencia al ataque a Abarrán decía: “Por conducto de una entidad muy importante de Melilla entabló Abd-el-Krim una negociación con el Gral. Silvestre para continuar siendo amigo de España, aun después del grave accidente de la posición del monte Abarrán, en la que con verdadera heroicidad, y no como la que a veces se prodiga en letras de molde, murió Salafranca. Decía Abd-el-Krim:’ Lo ocurrido en Abarrán ha sido contra mi deseo. Los turbulentos de la jarka lo han hecho en contra de mi voluntad. Aún es tiempo de que reanudemos la amistad, borrando ese hecho.’
No fue atendida ni estimada esta gestión, y según las noticias que a mi han llegado, la respuesta fue violentísima.
Antes de Abarrán había escrito una carta al general Silvestre en el mismo sentido, que fue desdeñada.”
El mismo día de esta publicación, el último reducto superviviente del desastre del ejército español en el Rif, unos 3.000 hombres al mando del general Felipe Navarro, que se hallaban sitiados en Monte Arruit desde el 29 de julio, se rindieron y fueron asesinados a continuación. Todos excepto 60, que pasaron a engrosar el número de más de 500 prisioneros que tenía Abdelkrim en Axdir y que acabarían siendo liberados los 326 que aún estaban vivos en enero de 1923, a cambio de 80.000 duros de plata.
El teniente coronel Mariano Salafranca, impresionado por la visita que hizo el 4 de julio de 1921 a la tumba de su hermano Juan en Annual, solicitó destino en ese mismo frente. Consiguió que a principios de 1922, le fuera confiado el mando del 2.º Batallón Expedicionario de Navarra n.º 25 que estaba operando allí y con el que realizó reconocidas hazañas.
En noviembre de 1922 se le ofreció la jefatura del Grupo de Fuerzas Regulares Indígenas, por el cese de su jefe el teniente coronel Valenzuela que iba a sustituir a Millán Astray en la jefatura del Tercio de la Legión; Pero Salafranca declinó el ofrecimiento por estar volcado en el proyecto recién iniciado de crear unas fuerzas de élite en vanguardia enteramente europeas, como las de su batallón, sin contar con fuerzas indígenas en ellas, cuya posible traición ya le había costado la vida a su hermano de manera esperpéntica.

## La Cruz Laureada de San Fernando
El 1 de mayo de 1924 le fue concedida la laureada a título póstumo: “ por los méritos que contrajo el día 1.º de junio de 1921 en el combate librado con el enemigo en la posición de Abarrán, de aquel territorio; resultando que con ocasión del ataque que aquel realizó a dicha posición, el Capitán Salafranca, organizó y dirigió la defensa de la misma, como Jefe que era de ella, alentando con su ejemplo a las fuerzas que la guarnecían y continuando al frente de ellas después de ser herido, dando ejemplo de valor, abnegación y entereza, ante un enemigo superior en número y medios de combate; y que a pesar de luchar en condiciones desventajosas la prosiguió con entusiasmo hasta el momento de sufrir otra herida que le ocasionó gloriosa muerte; recomendando en sus últimas palabras la continuación de la lucha, el Rey de acuerdo con lo informado por el Consejo Supremo de Guerra y Marina y por resolución de ayer, ha tenido a bien otorgar al Capitán fallecido, Don Juan Salafranca Barrio La Cruz Laureada de San Fernando.”
El 26 de mayo de 1926, el periódico Época publicó una nota fechada el 25, que decía: “Ayer se establecieron dos posiciones de enlace entre Arruf y Annual, guarnecidas por fuerzas europeas las cuales han recibido el nombre de Saltos y Salafranca, en memoria de los heroicos oficiales que murieron en el año 1921.”

## El capitán Salafranca en la literatura
El Dédalo de Abdelkrim es una historia novelada con rigor documental sobre esta sangrienta guerra. Escrita por Mohamed Bouissef Rekab y publicada en 2002.
En ella, cuando se relatan los hechos acaecidos en Abarrán, se pone en boca de Abdelkrim: “Habría dado cualquier cosa para que los rifeños no hubieran matado a esos pobres chicos, sobre todo a su capitán Salafranca, que conocí en Melilla... Fue el comienzo de mis pesadillas. ¡Cualquiera paraba a esa gente! Me habrían matado para seguir con su carnicería.”